# Dendronephthya disciformis
Dendronephthya disciformis is een zachte koraalsoort uit de familie Nephtheidae. De koraalsoort komt uit het geslacht Dendronephthya. Dendronephthya disciformis werd in 1905 voor het eerst wetenschappelijk beschreven door Kükenthal. 